# Carlos Eduardo Brandão Mello
Carlos Eduardo Brandão Mello (Rio de Janeiro, 31 de agosto de 1956) é um médico brasileiro.
Foi eleito membro da Academia Nacional de Medicina em 2015, ocupando a Cadeira 10, que tem Pedro Francisco da Costa Alvarenga como patrono.